# Segundo Ruiz Belvis
Segundo Ruiz Belvis (né le 13 mai 1829 à Hormigueros et décédé le 3 novembre 1867 à Valparaíso), est un homme politique portoricain, anti-esclavagiste convaincu et militant pour le droit de Porto Rico à l’indépendance.

## Biographie
Après une scolarité primaire à Aguadilla, Belvis obtint d’abord une licence de philosophie à l’université de Caracas, au Venezuela, puis termina une licence en droit à l’université centrale de Madrid en Espagne.
En 1859, revenu à Porto Rico, Belvis s’engagea pour la cause de l’anti-esclavagisme sur son île. Dans un premier temps, il fit affranchir les esclaves de sa propre hacienda. Après s’être lié d’amitié avec Ramón Emeterio Betances, il rejoignit la Sociedad secreta abolicionista, organisation anti-esclavagiste clandestine fondée par Betances. Cette société entreprit de baptiser, puis d’émanciper des milliers d’enfants esclaves noirs ; ces baptêmes, connus sous le nom de aguas de libertad (eaux de la liberté), avaient lieu dans la cathédrale de Mayagüez. Plus tard, Belvis vint s’installer dans la ville de Mayagüez, pour y établir son cabinet d’avocat. Il était appelé, par les citoyens de la ville, la « Justice de la Paix ».
En 1865, Belvis participa à l'élaboration d’un manifeste demandant l’abolition de l’esclavage dans l'île, puis retourne à Madrid en tant que représentant de la cause anti-esclavagiste pour remettre le document au gouvernement espagnol. Nonobstant que ses idées aient été considérées dangereuses par les autorités espagnoles, son action fut l’amorce d’un mouvement qui devait aboutir en 1873 à la libération des esclaves dans ce qui subsistait alors de l’Empire colonial espagnol en Amérique latine.
Après son retour à Porto Rico, Belvis fut exilé par le gouverneur espagnol en poste, José María Marchesi Oleaga, qui n´appréciait guère ses conceptions libérales et celles de ses amis.
Se retrouvant finalement à New York en 1866, Belvis, avec Betances et d’autres patriotes, créa le Comité Revolucionario de Puerto Rico (Comité révolutionnaire de Porto Rico), avec comme objectif l’indépendance de Porto Rico. Un aboutissement des travaux de ce comité fut le projet visant à envoyer une expédition armée à Porto Rico, projet qui allait déboucher sur la rébellion dite Grito de Lares. Cependant, Segundo Ruiz Belvis tomba malade entre-temps, ce qui ne le retint pas de se rendre dans la ville de Valparaíso, au Chili, en vue de solliciter de l’aide financière pour la révolution projetée.
Belvis mourut au Chili, et ne sut jamais que le Grito de Lares avait échoué. Il ne vécut pas assez longtemps non plus pour voir se réaliser son rêve, l’abolition de l’esclavage à Porto Rico, enfin survenue le 22 mars 1873.
En hommage à Segundo Ruiz Belvis, son nom a été donné à de nombreuses avenues et à une école dans sa ville natale de Hormigueros à Porto Rico. Il y a en outre un Segundo Ruiz Belvis Cultural Center à Chicago, et un Segundo Ruiz Belvis Diagnostic and Treatment Center dans le Bronx, à New York.